# チヂミザサ
チヂミザサ（縮み笹、学名: Oplismenus undulatifolius）は、イネ科チヂミザサ属の多年草である。
和名は、葉の形がササに似ていて、やや縮んだようなしわがあることから。

## 特徴
茎は枝分かれしながら地表を這い、多数の葉をつける。
葉は長さ3-7cmの卵状楕円形で、先端へ向かってやや細まり、先はとがる。葉の基部は葉鞘となって茎を抱く。
根は茎の節ごとに出て、茎を地面に固定する。
花は秋に咲く。このころになると、茎の一部は立ち上がり、先端から穂が出る。穂は高さが30cm程に達する。花茎の上半分位に、まばらに短い枝が出て、それぞれの枝に少数ずつの小穂がつく。小穂は枝の下向き側だけに着く。小穂からは3本の長い毛が生えており、その表面が粘つく。また、開花時の雌しべの柱頭の羽毛状の毛が目立ち、紫色の葯も比較的目を引きやすく、イネ科の花としては見栄えがする方である。
果実が熟すると、小穂の基部で外れやすくなり、その毛で他物に張り付く。動物などにくっついて分散を行うものと考えられる。よくズボンなどにも粘り着いてくる、いわゆるひっつき虫のひとつである。小穂は緑色であるが、毛は紫色を帯び、それに粘液がついてキラキラしている様子はきれいと言えなくもないが、その後のズボンの様子を想像すると気が滅入る風景でもある。

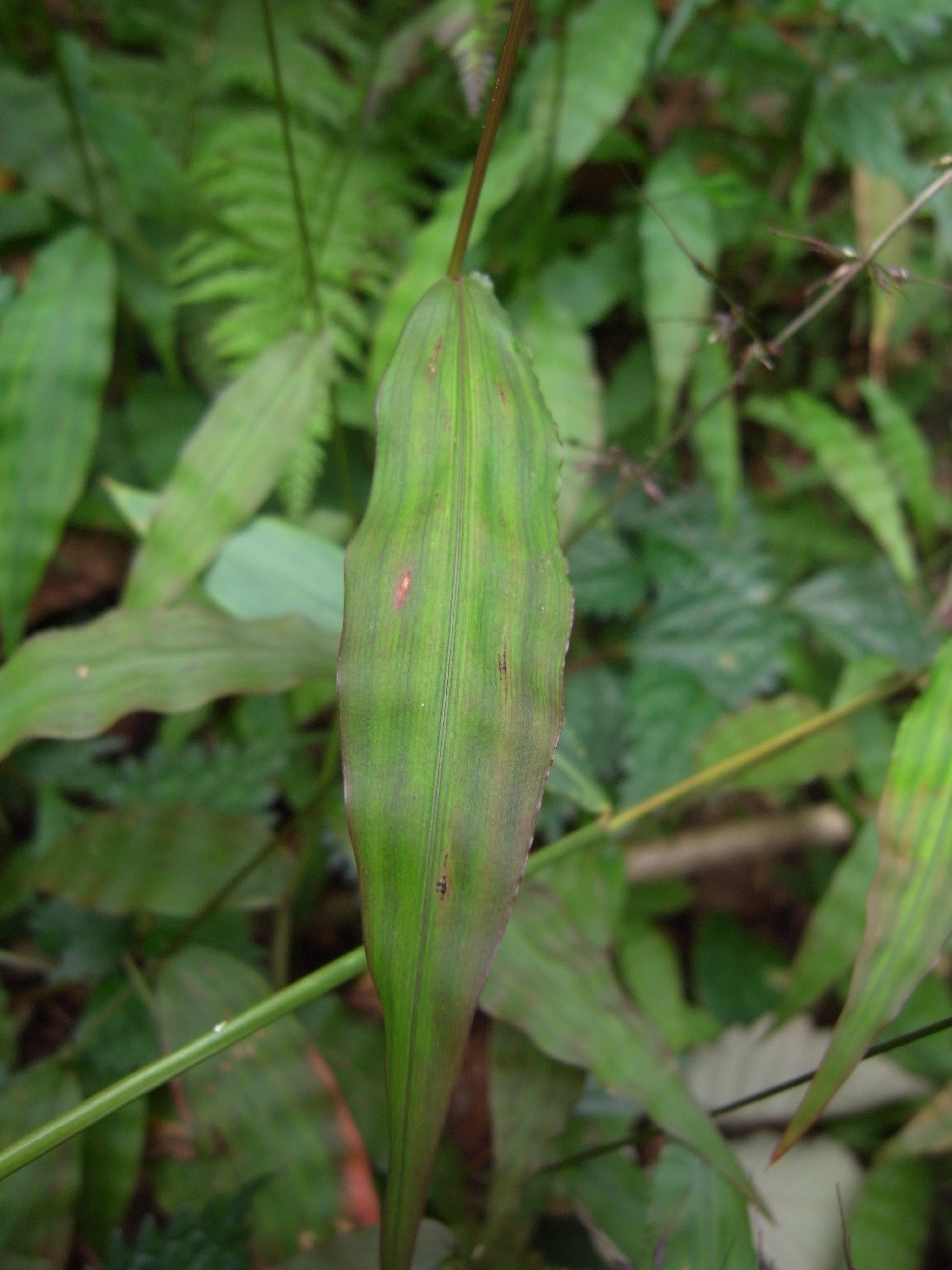
葉
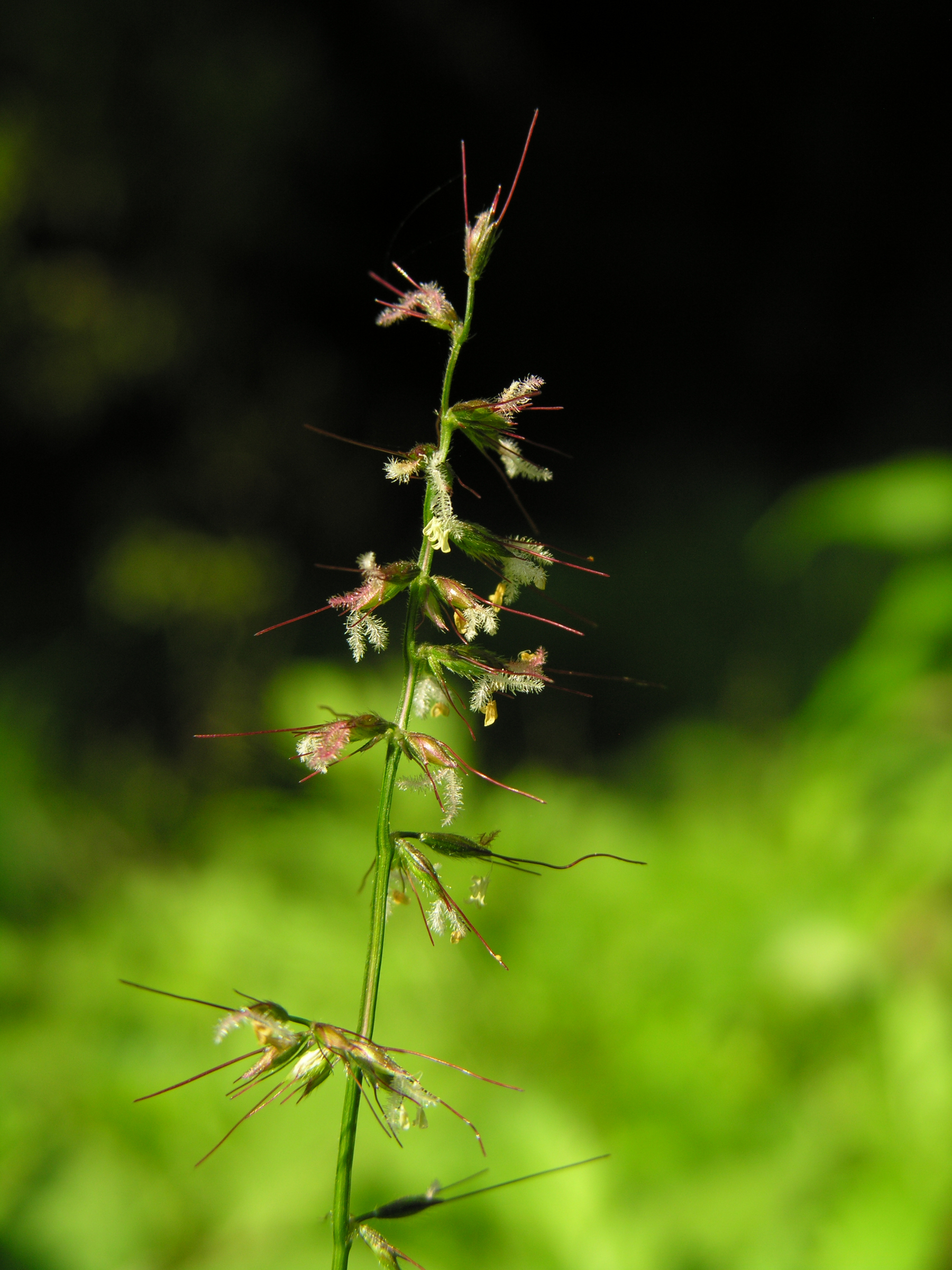
花
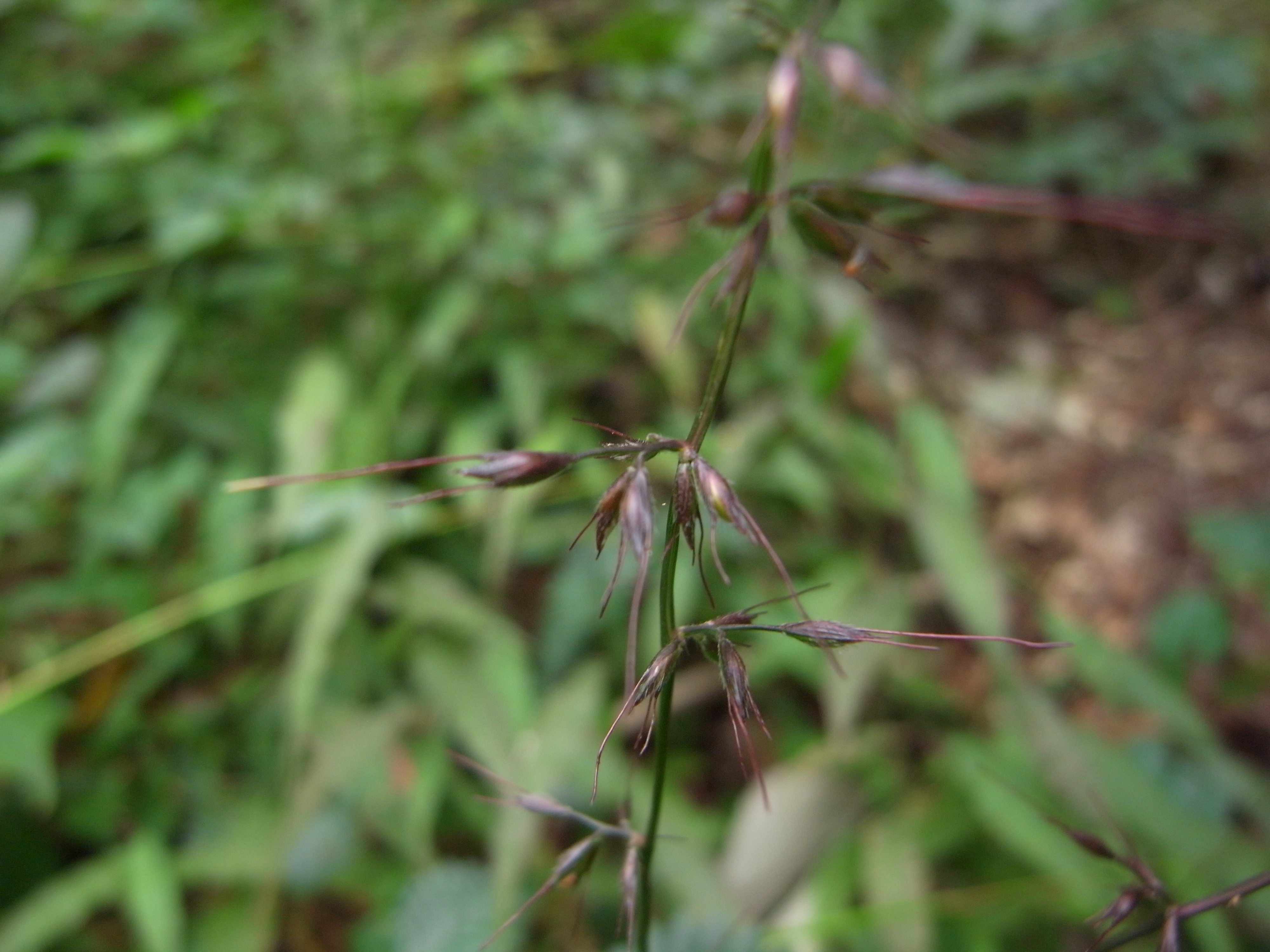
果実

### 小穂の構造
小穂は外見上は卵状長楕円形。断面は円に近く、穎はそれを巻くように着いている。小花は2つであるが、第一小花は退化して、第二小花のみ完全。第一穎と第二穎は小穂の半分くらいの長さで先端に長い芒が出る。第三穎は小穂と同じくらい長さがあり、やはり先端に芒がある。第四穎は第三穎とほぼ同質。

## 分布
旧世界の温帯から熱帯にかけて広く分布がある。日本では全土に生育する。
森林内に生えることが多い。特に林縁部には繁茂することがある。

## 類似種
よく似たものに、チゴザサ、ササガヤ、コブナグサなどがある。いずれもササの葉に似た葉をつけ、茎は地表をはい回る。それぞれに別の属であり、穂が出れば区別に困ることはない。しかし、葉だけでは、それなりの特徴はあるものの、具体的に区別点を指摘するのは難しい。また、それぞれに近縁種もあるから、穂が出ないうちは判断は難しい。特に、若いのがいじけていると、何やら分からない場合も大いにある。
同属のものではエダウチチヂミザサが四国南部と九州の南部からそれ以南、南西諸島、伊豆諸島、小笠原諸島にあり、本種に似ているが花序の枝がずっと長く伸びて多数の小穂を付ける。